# Сердечні муки

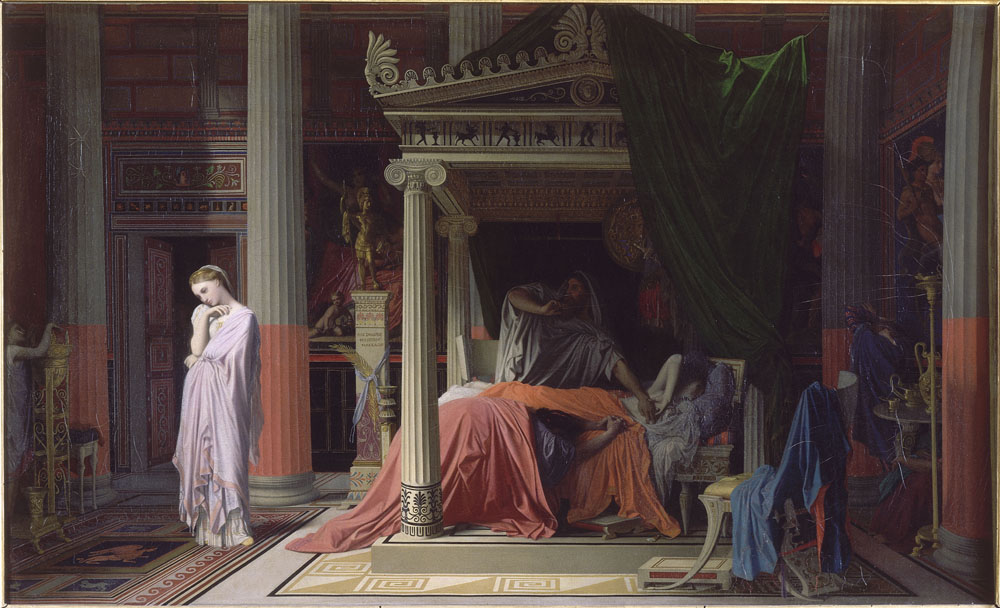
Антіох і Стратоніка (La Maladie d'Antiochus) — Антіох безнадійно закоханий у свою мачуху Стратоніку

Сердечні муки, також любовна хвороба чи любовна меланхолія, — це горе, викликане нерозділеним або недосяжним коханням, коли романтичні стосунки закінчуються або не складаються. У просторіччі також говорять про розбите серце. Нерідко такий стан призводить до абстиненції або самогубства.

## Вступ
Згідно з медичними трактатами до XVIII століття, страждання, що виникали з цієї причини, не дозволяли пацієнтові вести нормальний спосіб життя або брати участь у суспільному житті. Любов, бажання і страждання змушували пацієнта знемагати (в'янути) від туги за об'єктом свого кохання.
Фактори, які вважалися причиною любовної хвороби, і способи її лікування змінювалися в міру розвитку медичних знань і культурних переконань.
Протягом століть любовна хвороба була медичною сутністю, описаною в медичних трактатах і мала численні приклади в літературі, історії та мистецтві. У європейській медичній літературі XVII століття тема болю від кохання (любовного болю) була надзвичайно популярною.
Раціональний погляд на кохання і серце призвів до того, що у XX столітті любовна хвороба більше не з'явилася у переліку хвороб, а сам термін зник з медичних підручників.

## Історична довідка

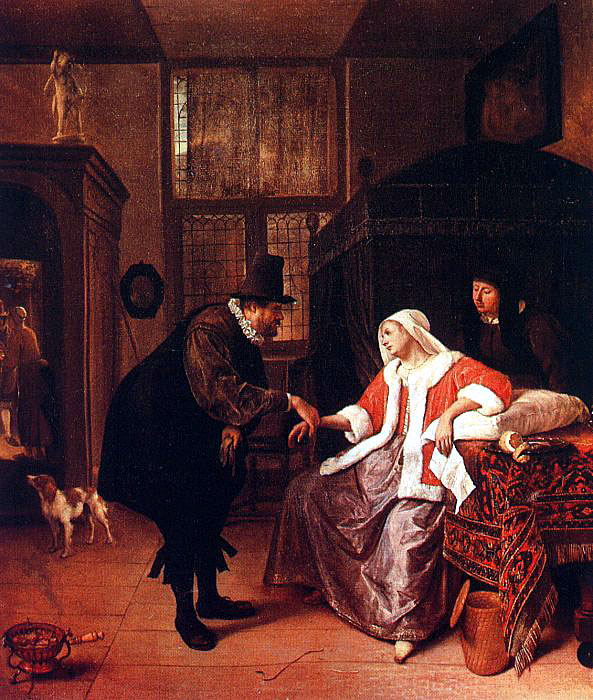
«Розбите серце» (Liefdesverdriet), Ян Стін, бл. 1660 р.

Античні лікарі — Гіппократ, Гален і Аретей Каппадокійський — вміли діагностувати хворобу кохання і вважали, що найкращими ліками проти неї є саме кохання, тому не робили спроб лікувати її, посилаючись на випадок Антіоха І і Стратоніки у 294 році до н.е. Вони також відзначали схожість між станом, в який впадали нещасні закохані, і меланхолією. Опис симптомів хвороби від кохання дав також Павло Егінський.
У середньовіччі любовна хвороба вважалася недугою чоловіків. Це було пов'язано в основному з тим, що медичні трактати писалися в монастирях, де до хвороби ставилися негативно. Зрештою, любовна хвороба вважалася різновидом куртуазного кохання — чистого й шляхетного, а жінка обожнювалася лицарським чоловіком, навіть коли вона відкидала його обожнювання.
В епоху Відродження любовну хворобу знову почали приписувати жінкам. Любовна хвороба розглядалася як гідна осуду тілесна, сексуальна недуга, а не психічна. Медичні трактати зображували жінок як істот більш імпульсивних, ніж чоловіки, і недостатньо раціональних, щоб протистояти почуттям бажання.
Медики епохи Відродження, спираючись на гіппократівсько-галенівську концепцію елементарно-гуморальних станів, намагалися пояснити механізм хвороби від кохання. Згідно з гуморальною патологією, страждання і смуток через нерозділене або недосяжне кохання тягнули за собою почуття меланхолії й надлишкове виділення чорної жовчі в організмі. Внутрішній вогонь, що зустрівся із зовнішнім холодом, відступав всередину тіла і призводив до внутрішнього вигорання закоханого або закоханої людини.
Лікарі епохи Відродження відкинули античний метод лікування хвороби від кохання любов'ю, вважаючи його безсоромним і нечестивим. Натомість моралісти запропонували хворим від кохання моральне лікування, або лікування чеснотами. Медики пропонували тим, хто страждає від нещасливого кохання, кровопускання для очищення організму від надлишку чорної жовчі, що виснажує організм, правильне харчування і музикотерапію.
У XVII столітті в Нідерландах та інших країнах Західної Європи концепція страждання і смутку через нещасливе кохання була популярною і знайшла відображення в медичних трактатах, мистецтві та літературі. Хвороба від кохання була описана в медичних текстах, зокрема, Андре дю Лораном (фр. André du Laurens), придворним лікарем Генріха IV.
Хоча лікарі продовжували спостерігати й описувати одні й ті ж симптоми у своїх пацієнтів у XVIII-XIX століттях, вони почали ставити їм різні діагнози. Водночас і лікарі, і пацієнти почали шукати соматичну причину цих симптомів, тоді як кохання неохоче визнавали як причину, вбачаючи в ньому простий збіг.
Раціональний погляд на серце як на помпа, що перекачує кров, і визнання любові нематеріальною та ірраціональною означало, що любов перестали визнавати причиною хвороб, а хвороби від любові були вилучені з реєстру хвороб і медичних підручників.
Почуття любові й хвороба від нерозділеного кохання були переосмислені, отримали нові терміни (лібідо і секс) і були віднесені до нової медичної спеціальності — сексології.

## Етіологія та патогенез

Де Морган. Любовне зілля Евелін (The Love Potion Evelyn) (1903)

В епоху Гіппократа вважалося, що дисбаланс гуморальної рідини — чорної жовчі — відповідальний за психологічні симптоми любовної хвороби, які тягнуть за собою фізичні побічні ефекти.
Причиною також вважалося інтенсивне бажання бути з чоловіком.
У ранньохристиянські часи любовна хвороба вважалася хворобою почуттів, яка могла також захопити душу.
Стародавні народи науа вбачали причину хвороби не лише в похоті, але й у mal ojo — киданні чарівного погляду на бажану людину, дивлячись їй прямо в очі.
У середньовіччі вважалося, що магічні дії можуть викликати хворобу від кохання, так само як і спокуса демонами. Медичні трактати пов'язували патогенез з перегріванням галенового життєвого духу (кров, змішана з повітрям) під впливом об'єкта бажання. Це, своєю чергою, призводило до спалаху переддвер'я середнього мозку, що спричиняло «висихання» здатності до уяви. Це призводило до закарбування образу коханої людини в пам'яті пацієнта, викликаючи нав'язливість, зниження здатності до логічних міркувань і аномальну поведінку.
У 15 столітті у виникненні любовної хвороби звинувачували окультизм, а хвороба була включена до посібників для мисливців на відьом.
В епоху Відродження можливою причиною хвороби вважали вживання магічного зілля. Також розглядалася можливість спадкових причин (наприклад, підвищений ризик захворювання у дитини батьків, які страждають на любовну хворобу) і сприйнятливість до хвороби. Причини любовної хвороби також вбачають у набряклому кліторі або гіперсексуальності.
У медицині XX — початку XXI століття була висунута гіпотеза, що любовна хвороба може бути соматоформним розладом. Багато симптомів любовної хвороби схожі на симптоми психічних захворювань, наприклад, нав'язливі ідеї, зміни настрою від манії до депресії, втрата апетиту, нав'язливі ідеї або безсоння.